# Zodariidae
Zodariidae é uma pequena família de minúsculas aranhas araneomorfas, caracterizadas pela rapidez dos seus movimentos, que se suspeita terem formigas como única presa. Apresentam semelhanças morfológicas e comportamentais com as espécies de formigas que predam, o que lhes permite acesso aos formigueros sem serem molestadas pelas formigas. Na Europa ocorrem duas espécies desta família: Zodarion gallicum e Zodarion germanicum.

## Taxonomia
A família inclui as seguintes subfamílias e géneros:
Cydrelinae 
Simon, 1893
- Aschema Jocqué, 1991
- Caesetius Simon, 1893
- Capheris Simon, 1893
- Cydrela Thorell, 1873
- Eocydrele Petrunkevitch, 1958 † (fóssil)
- Procydrela Jocqué, 1999
- Psammoduon Jocqué, 1991
- Psammorygma Jocqué, 1991
- Rotundrela Jocqué, 1999

Cyriocteinae
Jocqué, 1991
- Cyrioctea Simon, 1889

Lachesaninae
Jocqué, 1991
- Antillorena Jocqué, 1991
- Australutica Jocqué, 1995
- Lachesana Strand, 1932
- Lutica Marx, 1891

Sterenomorphinae 
Simon, 1893
- Chariobas Simon, 1893
- Cicynethus Simon, 1910
- Madrela Jocqué, 1991
- Storenomorpha Simon, 1884
- Thaumastochilus Simon, 1897

Storeninae 
Simon, 1893
- Amphiledorus Jocqué & Bosmans, 2001
- Asceua Thorell, 1887
- Asteron Jocqué, 1991
- Basasteron Baehr, 2003
- Cavasteron Baehr & Jocqué, 2000
- Chilumena Jocqué, 1995
- Colima Jocqué & Baert, 2006
- Cybaeodamus Mello-Leitão, 1938
- Epicratinus Jocqué & Baert, 2006
- Euasteron Baehr, 2003
- Forsterella Jocqué, 1991
- Habronestes L. Koch, 1872
- Hermippus Simon, 1893
- Hetaerica Rainbow, 1916
- Ishania Chamberlin, 1925
- Leprolochus Simon, 1893
- Leptasteron Baehr & Jocqué, 2001
- Mallinella Strand, 1906
- Minasteron Baehr & Jocqué, 2000
- Neostorena Rainbow, 1914
- Nostera Jocqué, 1991
- Pax Levy, 1990
- Pentasteron Baehr & Jocqué, 2001
- Phenasteron Baehr & Jocqué, 2001
- Platnickia Jocqué, 1991
- Pseudasteron Jocqué & Baehr, 2001
- Selamia Simon, 1873
- Spinasteron Baehr, 2003
- Storena Walckenaer, 1805
- Storosa Jocqué, 1991
- Subasteron Baehr & Jocqué, 2001
- Tenedos O. P.-Cambridge, 1897
- Tropasteron Baehr, 2003
- Zillimata Jocqué, 1995

Zodariinae
Thorell, 1881
- Akyttara Jocqué, 1987
- Diores Simon, 1893
- Dusmadiores Jocqué, 1987
- Heradida Simon, 1893
- Mallinus Simon, 1893
- Mastidiores Jocqué, 1987
- Microdiores Jocqué, 1987
- Palaestina O. P.-Cambridge, 1872
- Palfuria Simon, 1910
- Ranops Jocqué, 1991
- Suffasia Jocqué, 1991
- Trygetus Simon, 1882
- Zodarion Walckenaer, 1826

Incertae sedis
- Adjutor Petrunkevitch, 1942 † (fósil)
- Admissor Petrunkevitch, 1942 † (fósil)
- Anniculus Petrunkevitch, 1942 † (fósil)
- Euryeidon Dankittipakul & Jocqué, 2004
- Heradion Dankittipakul & Jocqué, 2004
- Holasteron Baehr, 2004
- Masasteron Baehr, 2004
- Notasteron Baehr, 2005
- Tropizodium Jocqué & Churchill, 2005
- Zodariellum Andreeva & Tyschchenko, 1968